# Stein Tønnesson
Stein Tønnesson (sinh 2 tháng 12 năm 1953) là một sử gia người Na Uy. Ông là giám đốc Viện nghiên cứu hòa bình quốc tế tại Oslo (International Peace Research Institute, Oslo) kể từ năm 2001.
Ông từng theo học Đại học Aarhus và Đại học Oslo nơi ông nhận bằng tiến sĩ sử học năm 1991. Sở trường nghiên cứu của ông là cách mạng và Chiến tranh Việt Nam, bản tính dân tộc trong vùng Đông nam Á, tranh chấp vùng Biển Đông, và lịch sử thể thao Na Uy.
Ông từng là ký giả và giáo sư thuộc Trung tâm Phát triển và Môi trường tại Đại học Oslo.